# Zaprionus seguyi
Zaprionus seguyi är en tvåvingeart som beskrevs av Tsacas och Chassagnard 1990. Zaprionus seguyi ingår i släktet Zaprionus och familjen daggflugor. Inga underarter finns listade i Catalogue of Life.